# Kevin Schmidt (Schauspieler)
Kevin Gerard Schmidt (* 16. August 1988 in Andover, Kansas), oftmals auch Kevin G. Schmidt, ist ein US-amerikanischer Schauspieler.

## Leben
Kevin Schmidt wurde als zweites Kind geboren; er hat noch einen älteren Bruder Kenneth und einen jüngeren Bruder Kendall Schmidt, die ebenfalls Schauspieler sind.
Seine bekannteste Rolle war bislang 2003 die des Henry Baker in der Familienkomödie Im Dutzend billiger und deren Fortsetzung Im Dutzend billiger 2 – Zwei Väter drehen durch im Jahr 2005. Außerdem spielte er 2004 in Butterfly Effect den 13-jährigen Lenny und in Mission: Possible – Diese Kids sind nicht zu fassen! die Rolle des Skip. Zwischen 2004 und 2008 hatte er Gastauftritte in Monk, Without a Trace – Spurlos verschwunden, Numbers – Die Logik des Verbrechens und CSI: NY.
Von 2008 bis 2011 spielte er die Rolle des Justin in der Web-Serie Poor Paul. 2009 folgte die Rolle des Ryan Miller in den Filmen Alvin und die Chipmunks 2 und die Rolle des Bull in dem „Disney Channel Original Movie“ Prinzessinnen Schutzprogramm, wo er an der Seite von Selena Gomez und Demi Lovato zu sehen war. Von 2008 bis 2012 war er in der US-Seifenoper Schatten der Leidenschaft regelmäßig als Noah Newman zu sehen.

## Filmografie (Auswahl)
- 2002: King of Queens (The King of Queens, Fernsehserie, Episode 4x25)
- 2003: Im Dutzend billiger (Cheaper by the Dozen)
- 2004: Butterfly Effect (The Butterfly Effect)
- 2004: Mission: Possible – Diese Kids sind nicht zu fassen! (Catch That Kid)
- 2005: Monk (Fernsehserie, Episode 4x08)
- 2005: Im Dutzend billiger 2 – Zwei Väter drehen durch (Cheaper by the Dozen 2)
- 2007: Without a Trace – Spurlos verschwunden (Without a Trace, Fernsehserie, Episode 6x09)
- 2007: Numbers – Die Logik des Verbrechens (Numb3rs, Fernsehserie, Episode 4x06)
- 2008: CSI: NY (Fernsehserie, Episode 4x12)
- 2008–2011: Poor Paul (Fernsehserie, 38 Episoden)
- 2008–2012: Schatten der Leidenschaft (The Young and the Restless, Fernsehserie, 160 Episoden)
- 2009: Alvin und die Chipmunks 2 (Alvin and the Chipmunks: The Squeakquel)
- 2009: Prinzessinnen Schutzprogramm (Princess Protection Program)
- 2012: Bones – Die Knochenjägerin (Bones, Fernsehserie, Episode 8x07)
- 2016: American Wrestler: The Wizard
- 2017: Love (Fernsehserie, Episode 2x11 The Long D)
- 2021: The Legend of Resurrection Mary